# 亿城股份
亿城集团股份有限公司 （深交所：000616）是中国深圳证券交易所的一家上市公司，主营业务范围为房地产开发与经营业。
2011年，该公司主营业务收入为2156269889.79元，公司净利润为362412431.16元，公司总资产为9871552689.97元。